# محمدتقی اسعد بختیاری
محمدتقی اسعد بختیاری (زاده ۱۲۶۷ منطقه بختیاری - درگذشته ۹ فروردین ۱۳۴۳ اصفهان) ملقب به امیر جنگ و ضیاءالسلطان از رجال سیاسی دوران قاجار و از سران ایل بختیاری بود، که در دوره چهاردهم مجلس شورای ملی، ریاست مجلس را برعهده داشت. 
وی فرزند علیقلی خان سردار اسعد (از سران انقلاب مشروطه) بود. در سال ۱۳۱۲ به دنبال دستگیری برادرش؛ جعفرقلی خان سردار‌‌اسعد (وزیر جنگ وقت) او نیز به زندان افتاد و به مدت ۸ سال، تا شهریور ۱۳۲۰ و سقوط رضاشاه، در زندان به سر برد. پس از آزادی از زندان، در انتخابات دورهٔ چهاردهم مجلس شورای ملی، به نمایندگی از دزفول، بار دیگر به مجلس راه یافت و در همین مجلس، عضو فراکسیون دموکرات شد و به ریاست مجلس چهاردهم انتخاب گردید. از اسفند ۱۳۳۲ تا اسفند ۱۳۳۸ سناتور انتصابی اصفهان، در دومین دوره مجلس سنا بود.

## زندگی‌نامه
محمدتقی اسعد بختیاری در سال ۱۲۶۷ در منطقه بختیاری زاده شد، پدرش علیقلی خان سردار اسعد بود. دوران کودکی و نوجوانی را به خواندن، نوشتن، سوارکاری و تیراندازی گذراند. سپس در مدارس اصفهان به فراگیری زبان انگلیسی مشغول شد. محمدتقی خان که در آن هنگام به ضیاءالسلطان ملقب شده بود، به حکم پدر به فرماندهی یک دسته از سواران بختیاری منصوب شد.

## فعالیت سیاسی
پس از به توپ بستن مجلس به دستور محمدعلی شاه، محمدتقی خان به همراه سواران بختیاری به فرماندهی پدرش؛ سردار اسعد در فتح تهران حضور داشت، سپس مدتی نایب‌الحکومه اصفهان شد و چند سالی نیز حکومت اراک و ولایات ثلاث (ملایر، نهاوند و تویسرکان) را برعهده داشت. 
در دورهٔ پنجم مجلس شورای ملی، پس از آنکه اعتبارنامه علی دشتی نماینده ساوه و زرند رد شد، در ماه‌های آخر این دوره، در انتخابات میاندوره‌ای به نمایندگی این حوزه انتخاب شد. او در دوره‌ ششم به نمایندگی دزفول انتخاب شد و در دوره‌های هفتم، هشتم و نهم نیز کرسی خود را در مجلس حفظ کرد. در دورهٔ نهم به دنبال دستگیری برادرش؛ جعفرقلی خان سردار‌‌ اسعد؛ وزیر جنگ وقت، در نوزدهم آذر ۱۳۱۲ از او سلب مصونیت شد و همراه با تعداد زیادی از سران ایل بختیاری به زندان افتاد. محمدتقی‌خان به مدت هشت سال تا شهریور ۱۳۲۰ و سقوط رضاشاه در زندان به سر برد. پس از شهریور ۱۳۲۰ که از زندان آزاد شد، در انتخابات دورهٔ چهاردهم مجلس شورای ملی، در سال ۱۳۲۲ به نمایندگی از دزفول بار دیگر به مجلس راه یافت و عضو فراکسیون دموکرات شد. 
در نخستین نشست مجلس چهاردهم در ششم اسفند ۱۳۲۲ محمدتقی خان به ریاست موقت مجلس انتخاب شد، اما پس از تصویب اعتبارنامه‌ها و رسمیت یافتن مجلس در ششمین نشست مجلس که ۲۳ اسفند، برای انتخاب هیئت رئیسه دائمی برگزار شد، خود را نامزد ریاست نکرد و به جای او سید محمدصادق طباطبایی به ریاست برگزیده شد. در دور بعدی انتخابات هیئت رئیسه در چهاردهم فروردین ۱۳۲۳ نامزد جناح اقلیت دموکرات بود، که در برابر او نامزد اکثریت؛ سید محمدصادق طباطبایی رأی آورد.
محمدتقی‌خان در اسفند ۱۳۳۲ به‌عنوان سناتور انتصابی محمدرضا شاه پهلوی از اصفهان به دوره دوم مجلس سنا راه یافت. او در نهم فروردین ۱۳۴۳ درگذشت و در تکیه میر قبرستان تخت فولاد اصفهان دفن شد.